# Amplicincia mixta
Amplicincia mixta är en fjärilsart som beskrevs av Heinrich Benno Möschler 1886. Amplicincia mixta ingår i släktet Amplicincia och familjen björnspinnare. Inga underarter finns listade i Catalogue of Life.